# 2. hokejová liga SR 2003/2004
Sezóna 2003/2004 byla 11. ročníkem 2. slovenské hokejové ligy. Vítězem se stal tým HK Trnava, který úspěšně postoupil do 1. hokejové ligy. Z 1. ligy sestoupil HK Dukla Michalovce.

## Systém soutěže
Soutěž byla rozdělena do dvou skupin (západ a východ). Celkem se jich zúčastnilo 17 týmů, ve skupině západ deset týmů a ve skupině východ sedm týmů. Ve všech skupinách se hrálo 1x venku a doma. Bodový systém byl stejný z předešlé sezony, za výhru se získalo dva body, za remízu jeden bod a za prohru nezískal klub žádný bod. Nejlepší družstvo ze skupiny západ a východ postoupili do finálové části o postup. Vítězný tým postoupil přímo do 1. ligy. Ze soutěže se nesestupovalo.

## Základní část

### Skupina západ
|  | Postupující o postup |

| Poř. | Tým                           | Z  | B  | V  | R | P  | Skóre  | +/–  |
| ---- | ----------------------------- | -- | -- | -- | - | -- | ------ | ---- |
| 1    | HK Trnava                     | 18 | 32 | 15 | 2 | 1  | 127:47 | +80  |
| 2    | HK Lokomotíva Nové Zámky      | 18 | 31 | 14 | 3 | 1  | 160:48 | +112 |
| 3    | HK 96 Nitra                   | 18 | 30 | 15 | 0 | 3  | 110:52 | +58  |
| 4    | HK Ružinov 99 Bratislava      | 18 | 21 | 10 | 1 | 7  | 105:49 | +56  |
| 5    | HK MŠK Indian Žiar nad Hronom | 18 | 21 | 10 | 1 | 7  | 98:74  | +24  |
| 6    | HK Levice                     | 18 | 13 | 6  | 1 | 11 | 79:109 | –30  |
| 7    | Iskra Partizánske             | 18 | 12 | 6  | 0 | 12 | 74:129 | –55  |
| 8    | HC Zlaté Moravce              | 18 | 11 | 5  | 1 | 12 | 68:149 | –81  |
| 9    | MHK Šaľa                      | 18 | 5  | 1  | 3 | 14 | 50:123 | –73  |
| 10   | HK 91 Senica                  | 18 | 4  | 2  | 0 | 16 | 47:138 | –91  |

### Skupina východ
|  | Postupující o postup |

| Poř. | Tým                 | Z  | B  | V | R | P | Skóre | +/– |
| ---- | ------------------- | -- | -- | - | - | - | ----- | --- |
| 1    | HK Brezno           | 12 | 20 | 9 | 2 | 1 | 54:28 | +26 |
| 2    | MHK Dolný Kubín     | 12 | 15 | 6 | 3 | 3 | 51:39 | +12 |
| 3    | HC 46 Bardejov      | 12 | 14 | 6 | 2 | 4 | 45:35 | +10 |
| 4    | MHK Sabinov         | 12 | 13 | 6 | 1 | 5 | 36:25 | +11 |
| 5    | MHK Ružomberok      | 12 | 11 | 5 | 1 | 6 | 39:46 | –7  |
| 6    | HK Dukla Michalovce | 12 | 6  | 3 | 0 | 9 | 31:50 | –19 |
| 7    | HKm Humenné         | 12 | 5  | 2 | 1 | 9 | 37:70 | –33 |

## O postup
- HK Brezno - HK Trnava 0:2 (4:6 a 2:3sn)